# Свети Пантелеймон (Света)
Вижте пояснителната страница за други значения на Свети Пантелеймон.
„Свети Пантелеймон“ или „Свети Пантелей“ (на македонска литературна норма: „Свети Пантелејмон“) е възрожденска православна църква в демирхисарското село Света, Северна Македония. Църквата е част от Бучинската енория на Крушевско-Демирхисарската епархия на Македонската православна църква – Охридска архиепископия.
Църквата е гробищен храм, разположен непосредствено северно от селото. Строежът на храма започва в 1905 година и завършва в 1910 година, като е осветен в 1911 година. В архитектурно отношение е еднокорабна сграда с полукръгла апсида, трем на запад, полукръгъл свод, а на запад – таван. Зидарията е от ломен камък, като ъглите, отворите и венецът са од дялан. На запад над женската църква има по-късна камбанария, покрита с ламарина. Фасадите са фугирани, а апсидата е измазана. В 1924 година е поправен покривът, а отделни стенописи са надживописани. Храмът е изписан в 1913 година от видния дебърски майстор Яков Радев.
- Стенопис от църквата